# Pilea montis-wilhelmi
Pilea montis-wilhelmi är en nässelväxtart som beskrevs av P. van Royen. Pilea montis-wilhelmi ingår i släktet pileor, och familjen nässelväxter. Inga underarter finns listade i Catalogue of Life.